# Bahnhof Rödermark-Ober Roden
Der Bahnhof Rödermark-Ober Roden (DS100-Code: FORD) befindet sich im Stadtteil Ober-Roden der hessischen Stadt Rödermark im Landkreis Offenbach. Er stellt einen lokalen Knotenpunkt im ÖPNV dar. Das Empfangsgebäude steht unter Denkmalschutz.

## Geschichte

Der Bahnhof Rödermark-Ober Roden im Jahr 1906.

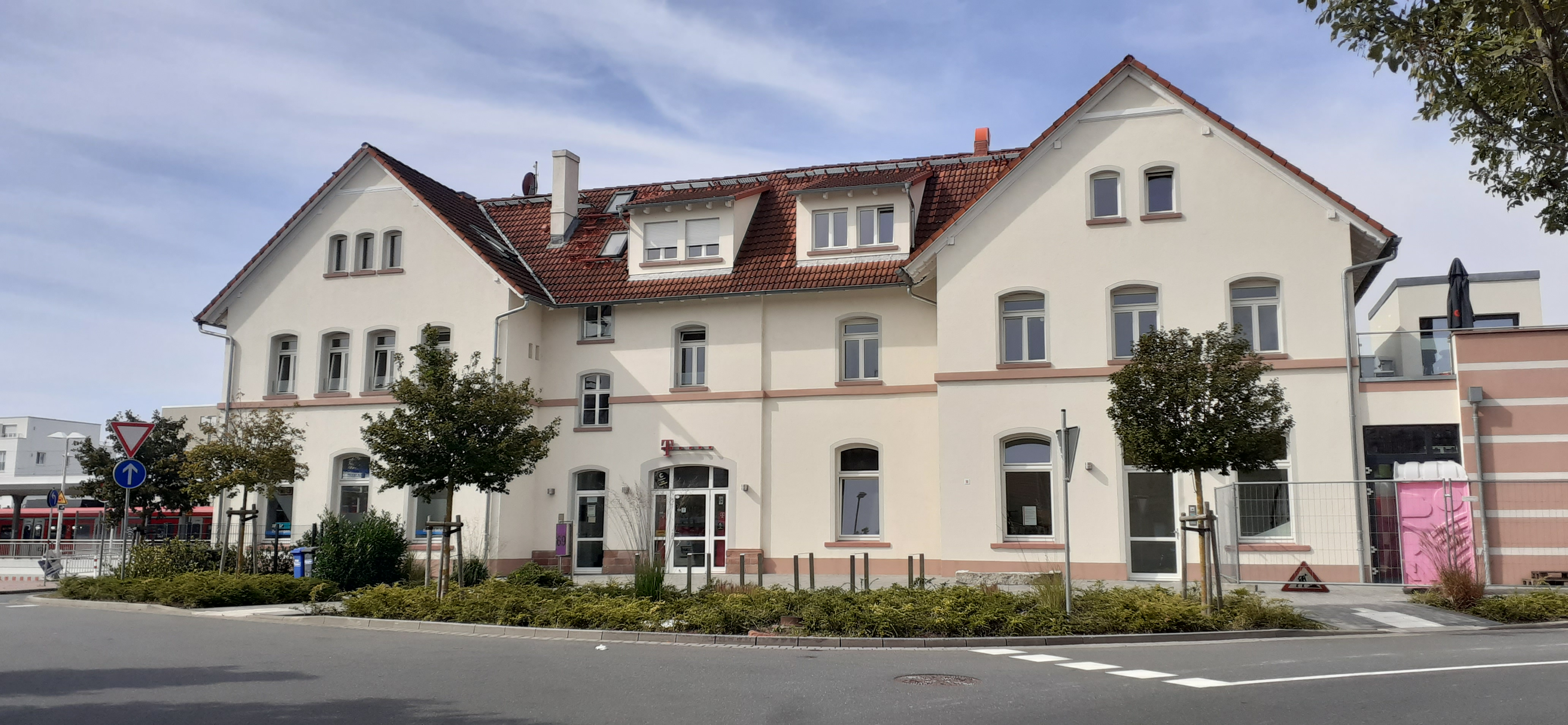
Das Bahnhofsgebäude nach der Sanierung im Jahr 2021.

1896 erhielt Ober-Roden mit der Rodgaubahn, die von Offenbach (Main) Hauptbahnhof über Ober-Roden nach Dieburg an der Main-Rhein-Bahn führt, Anschluss an das Eisenbahnnetz. Im Zuge dessen wurde auch der erste Teil des heutigen Empfangsgebäudes errichtet.
1905 kam die Dreieichbahn über Urberach nach Buchschlag an der Bahnstrecke Frankfurt am Main–Heidelberg hinzu.
Der Bahnhof verfügte über einen ringförmigen Lokschuppen für die Wartung von bis zu zehn Dampflokomotiven. Zur Anlage gehörten auch ein Kohlelager und ein Wasserturm.
Durch einen Angriff alliierter Bomber am 18. März 1945 wurde der Bahnhof so zerstört, dass er kaum noch genutzt werden konnte. Erst in den 1950er Jahren erlangte er seine alte Bedeutung und Größe zurück.
Mitte der 1960er Jahre nahm die Deutsche Bundesbahn ihre Dampflokomotiven aus dem Betrieb. Der Wasserturm wurde nicht mehr benötigt und 1969 abgerissen. Der Lokschuppen wurde noch einige Jahre als Unterstand für die neuen Diesellokomotiven weiter betrieben, 1982 wurde auch er abgerissen.
1997 begann die Modernisierung der Dreieichbahn. Bahnsteige und Gleise wurden neu gebaut und der Bau einer Bahnsteigunterführung vorbereitet.
Nach dem Ausbau der Rodgau-Bahn im Jahre 2003 zur S-Bahn wurde der Bahnhof grundlegend umgebaut. Der zuvor durch eine Gleisbrücke realisierte Bahnsteigzugang ist einer barrierefreien Unterführung gewichen. Von nun an konnte direkt am Hausbahnsteig mit Gleis 1 der S-Bahn in den Busverkehr umgestiegen werden. Die Bahnsteige der Gleise 2–4 sind über Treppen und Aufzüge mit der Unterführung verbunden. An Gleis 2 befindet sich ein Seitenbahnsteig, der zwischen Gleis 1 und 2 liegt, zwischen Gleis 3 und 4 befindet sich ein Mittelbahnsteig.
Im westlichen und südlichen Bahnhofsbereich befinden sich Abstellgleise.
Im dritten Quartal 2013 begann der Umbau des Bahnhofsvorplatzes zu einem ansehnlichen Stadtentree. Im Zuge dessen wurde das Bahnhofsgebäude saniert und wiederbelebt. Hierbei entstanden im Gebäude verschiedene Wohn- und Einkaufsflächen. An der Stelle des ehemaligen nördlichen Gebäudeanbaus wurde ein Anbau für einen Gastronomiebetrieb errichtet.

## Heutiger Betrieb
Der Bahnhof Ober-Roden liegt im Tarifgebiet des Rhein-Main-Verkehrsverbundes (RMV) und wird von S-Bahnen und Regionalbahnen sowie mehreren Bus- und Nachtbuslinien bedient.

### Bahnverkehr
Montags bis freitags wird der Bahnhof täglich von 173 Zügen bedient:
- Die S-Bahn-Linie S1 startet hier über Offenbach am Main, und Frankfurt am Main Hauptbahnhof nach Wiesbaden Hauptbahnhof; in der Hauptverkehrszeit besteht ein 15-Minuten-Takt, wobei die Verstärkerzüge nur bis Hochheim am Main verkehren.
- Die Züge der Dreieichbahn verkehren stündlich zwischen Ober-Roden und Dieburg bzw. Frankfurt (Main) Hauptbahnhof sowie zusätzlich stündlich zwischen Ober-Roden und Dreieich-Buchschlag/Neu-Isenburg, so dass alle halbe Stunde eine Verbindung besteht. In der morgendlichen Hauptverkehrszeit verdichten einzelne bis nach Frankfurt Hbf verkehrende Züge auf einen 15-Minuten-Takt. (Stand 2019)

| Linie | Verlauf | Takt                                                      | Betreiber      |
| ----- | --- | --------------------------------------------------------- | -------------- |
| S1    | Wiesbaden Hbf – Wiesbaden Ost – Mainz-Kastel – Hochheim (Main) – Flörsheim (Main) – Eddersheim – Hattersheim (Main) – Frankfurt-Sindlingen – Frankfurt-Höchst Farbwerke – Frankfurt-Höchst – Frankfurt-Nied – Frankfurt-Griesheim – Frankfurt (Main) Hbf tief – Frankfurt (Main) Taunusanlage – Frankfurt (Main) Hauptwache – Frankfurt (Main) Konstablerwache – Frankfurt (Main) Ostendstraße – Frankfurt (Main) Mühlberg – Offenbach-Kaiserlei – Offenbach Ledermuseum – Offenbach Marktplatz – Offenbach (Main) Ost – Offenbach-Bieber – Offenbach-Waldhof – Obertshausen – Rodgau-Weiskirchen – Rodgau-Hainhausen – Rodgau-Jügesheim – Rodgau-Dudenhofen – Rodgau-Nieder-Roden – Rodgau-Rollwald – Rödermark-Ober Roden | 30 min 15 min (Hochheim–Rödermark zur HVZ)                | DB Regio Mitte |
| RB 61 | Dreieichbahn: Frankfurt (Main) Hbf / Frankfurt (Main) Süd (HVZ) / (Neu Isenburg –) (stündlich) Dreieich-Buchschlag – Dreieich-Sprendlingen – Dreieich-Weibelfeld – Dreieich-Dreieichenhain – Dreieich-Götzenhain – Dreieich-Offenthal – Rödermark-Urberach – Rödermark Ober-Roden – Eppertshausen – Münster (b Dieburg) – Dieburg Stand: Fahrplanwechsel Dezember 2021 | 60 min 30 min (Dreieich-Buchschlag–Ober-Roden wochentags) | DB Regio Mitte |

### Busverkehr
| S-Bahn         | S1                |
| Regionalbahn   | RB 61             |
| Buslinien      | OF-95 674 679 X74 |
| Nachtbuslinien | n65 n66 679       |

Der Bahnsteig am Gleis 1, welches von der S-Bahn genutzt wird, dient auf der anderen Seite zugleich als Bussteig. Auf diese Weise ergibt sich ein sehr kurzer, barrierefreier Umsteigeweg.
- Verschiedene Buslinien halten an der Ostseite des Bahnhofs und verbinden Ober-Roden mit dem Umland:
  - Linie OF-95: Neu-Isenburg – Dietzenbach – Ober-Roden – Urberach
  - Linie 674: Ober-Roden – Dieburg – Darmstadt
  - Linie 679: Ober-Roden – Dieburg – Groß-Zimmern – Reinheim (in den Nächten Fr/Sa bzw. Sa/So auch als Nightliner auf dem Teilabschnitt Dieburg–Ober-Roden)
  - Linie X74: Ober-Roden – Eppertshausen – Münster – Darmstadt (Schnellbus)

Summiert ergeben sich so etwa 100 Busverbindungen pro Tag.

### Nachtverkehr
Der Bahnhof Rödermark-Ober Roden wird von mehreren Nachtlinien bedient.
- Am Wochenende und an Nächten vor Feiertagen:
  - S-Bahn-Linie S1: Wiesbaden Hbf – Frankfurt Hbf – Frankfurt Süd – Offenbach Hbf – Rodgau – Ober-Roden
  - Linie n66: (Frankfurt Konstablerwache –) Offenbach-Marktplatz – Heusenstamm – Dietzenbach – Ober-Roden
    - Linie n66 kommt als Linie n65 umsteigefrei von Frankfurt-Konstablerwache.

  - Linie 679 (Nightliner): (Darmstadt Hbf –) Dieburg – Münster – Eppertshausen – Ober-Roden
    - Die Nightliner der Linie 679 kommen als Linie 672 umsteigefrei aus Darmstadt Hbf.

- In allen sonstigen Nächten (in der Regel Nächte auf Montag – Freitag):
  - Linie n65:  Frankfurt Konstablerwache – Offenbach-Marktplatz – Rodgau – Ober-Roden
    - In Offenbach-Marktplatz besteht Anschluss an die S-Bahnlinie S8 nach Frankfurt.

## Erweiterungspläne
Es gibt aktuelle Bestrebungen, die S2 nach Ober Roden oder via Ober Roden nach Dieburg zu verlängern. Bereits nach der Betriebsaufnahme der S-Bahn 2003 war im Gespräch, die Bahnstrecke aus Dietzenbach über den Bahnhof Rödermark-Urberach, wo Anschluss an die Dreieichbahn Richtung Buchschlag besteht, zum Bahnhof Rödermark-Ober Roden fahren zu lassen. Dieses Vorhaben scheiterte jedoch an fehlender Wirtschaftlichkeit. Aktuell wird dieses Vorhaben erneut untersucht.
Auch eine Weiterführung der S-Bahnlinie 1 nach Dieburg scheiterte an dem zu geringen Kosten-Nutzen-Verhältnis.
Des Weiteren besteht das Interesse, die Dreieichbahn in das Konzept der Regionaltangente West zu integrieren. Dies würde für den Bahnhof Ober Roden eine direkte Verbindung zum Frankfurter Flughafen bedeuten.
Sowohl gegenwärtig als auch in der Vergangenheit wurde ins Gespräch gebracht, die Dreieichbahn (zumindest teilweise) zweigleisig auszubauen, zu elektrifizieren und zur S-Bahn aufzuwerten.